# Klimientij Korczmariow
Klimientij Arkadjewicz Korczmariow (ros. Климентий Аркадьевич Корчмарёв; ur. 21 czerwca?/3 lipca 1899 w Wierchniednieprowsku, zm. 7 kwietnia 1958 w Moskwie) – radziecki kompozytor, pianista. Twórca muzyki filmowej. 

## Życiorys
W 1919 roku ukończył Konserwatorium w Odessie (w klasie fortepianu G.M. Biebera i w klasie kompozycji Witolda Maliszewskiego).
W latach 1921–1923 nauczał w Konserwatorium w Dniepropietrowsku.
Koncertował jako pianista. Od 1923 roku mieszkał w Moskwie.
Rozpoczął działalność twórczą w 1924 roku. Pisał muzykę do filmów i kreskówek. Zmarł 7 kwietnia 1958 w Moskwie. Pochowany na Cmentarzu Nowodziewiczym w Moskwie.

## Wybrana muzyka filmowa
- 1931: D'jak i baba
- 1931: Ulica popieriek
- 1933: Skazka pro biełogo buczka
- 1953: Bracia Lu

Źródło:

## Nagrody i odznaczenia
- Nagroda Stalinowska (1951)
- Zasłużony Działacz Sztuk Turkmeńskiej SRR (1944)